# Tribu Galeria
Pour les articles homonymes, voir Galéria (homonymie).

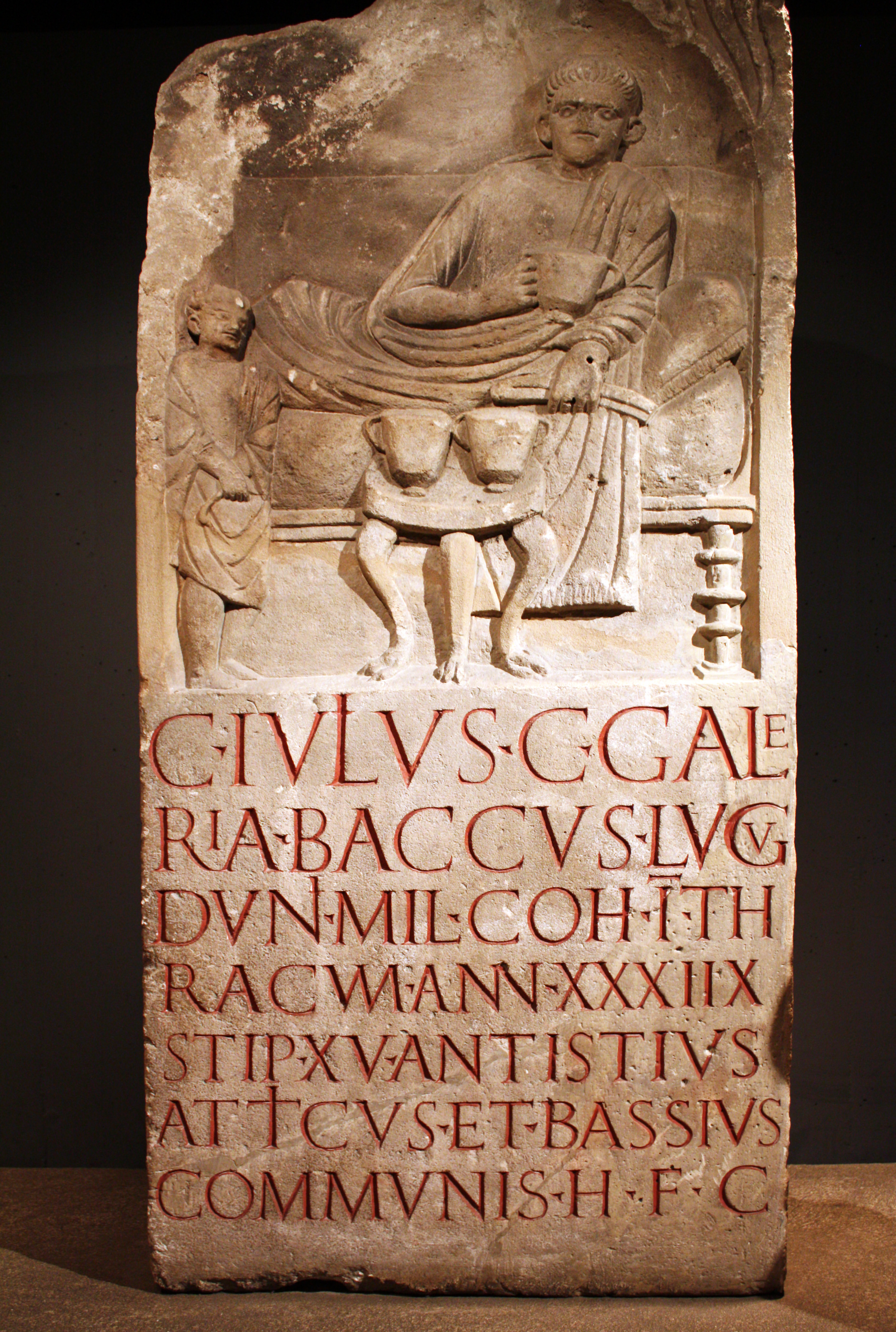
Stèle du soldat C. Iulius Baccus, originaire de Lyon. I. Cologne, Musée romain-germanique. Remarquer que le nom de la tribu Galeria est écrit en entier.

La tribu Galeria est l'une des 31 tribus rurales de la Rome ancienne. La tradition la range parmi les 21 premières tribus rurales, créées au tout début du Ve siècle av. J.-C., mais sa création est certainement postérieure car le territoire qui lui était assigné n'était pas encore romain à cette époque. Son abréviation épigraphique est gal.

## Histoire
On a souvent considéré que son nom venait d'un nom gentilice, mais il est plus probable qu'il a une origine géographique. Déjà au XIXe siècle, A. Nibby et W. Kubitschek le mettaient en rapport avec le nom d'un petit cours d'eau, le rio Galera, qui part des environs de Véies et se jette dans le Tibre, en rive droite, à peu près à mi-chemin entre Rome et Ostie. C'est précisément dans cette zone que se trouve le territoire primitif de la tribu Galeria, entre celui de la tribu Romilia à l'est et le Fosso Galeria à l'ouest. Ce territoire a été conquis, après celui de la tribu Romilia, dans les dernières décennies du Ve siècle av. J.-C.
Par la suite, ont été inscrits dans la tribu Galeria les citoyens romains originaires de certaines villes d'Italie ou des provinces, comme les municipes créés par César et Auguste en Espagne ou la colonie de Tarragone (Tarraco), ou encore Lyon (Lugdunum).